# 威廉·麦克切斯尼·马丁
小威廉·麦克切斯尼·马丁（英語：William McChesney Martin Jr.，1906年12月17日—1998年），出生于美國密苏里州圣路易斯，毕业于耶鲁大学，1951年4月2日就任美国联邦储备委员会主席，1970年1月30日卸任。
马丁与美联储颇有渊源，他的父亲老威廉·麦克切斯尼·马丁（William McChesney Martin Sr.）是《美联储法案》起草人之一。从耶鲁大学毕业后，马丁进入了联邦储蓄银行工作，主要负责检查监督。后来他进入纽约证券交易所工作。二战期间他于1941年加入美国陆军，战争结束后他已晋升为上校。哈里·杜鲁门总统任命他负责领导美国进出口银行。1949年2月-1951年4月，马丁开始担任财政部部长助理。在此期间，他主要负责协助财政部起草美联储与财政部的协议。两个部门协议签署一个月后，杜鲁门任命他为美联储主席。
在美联储任职期间，马丁执行严格的货币政策和反通货膨胀。凭借他专业的银行业背景，他始终强调统计学对经济理论的重要性。同时他时刻敦促美联储在决策过程中的灵活性和自由裁量权。在马丁的倡议下，当时美国所有的银行业代表都参加联邦公开市场委员会会议。马丁在解决金融问题的时候善于规避正面冲突，采取折衷的方法，例如1965年他与时任美国总统的林登·约翰逊就利率贴现问题意见相左，尽管总统表示了反对，但最终还是提高了贴现率。事后很多人认为正是因为美联储的独立性地位迫使总统做出了让步。
1970年马丁从美联储卸任后，开始在一些商业机构和非营利性组织担任要职，包括IBM，美国运通，国家地理协会，他还曾在华盛顿的Riggs国家银行担任过律师。1998年小威廉·麦克切斯尼·马丁去世。